# Intelsat 10
O Intelsat 10 (IS-10), anteriormente denominado de PanAmSat 10 (PAS-10), é um satélite de comunicação geoestacionário construído pela Boeing (Hughes). Ele está localizado na posição orbital de 47,5 graus de longitude leste e foi operado inicialmente pela PanAmSat e atualmente pela Intelsat, empresa sediada atualmente em Luxemburgo. O satélite foi baseado na plataforma HS-601HP e sua expectativa de vida útil era de 15 anos.

## Lançamento
O satélite foi lançado com sucesso ao espaço no dia 15 de maio de 2001, às 01:11:30 UTC, por meio de um veículo Proton-K/Blok-DM3 a partir do Cosmódromo de Baikonur, no Cazaquistão. Ele tinha uma massa de lançamento de 3.739 kg.

## Capacidade e cobertura
O Intelsat 10 é equipado com 24 (mais 8 de reserva) transponders em banda C e 24 (mais 8 de reserva) em banda Ku para fornecer serviços de canais de vídeo Direct-to-home para a Ásia, África, Oriente Médio e Europa.